# Loma de Enmedio, delstaten Mexiko
Loma de Enmedio är en ort i Mexiko, tillhörande kommunen Acambay de Ruíz Castañeda i den västra delen av delstaten Mexiko, i den centrala delen av landet. Orten hade 399 invånare vid folkräkningen 2010.